# Gilberto Milos
Gilberto Milos (São Paulo, 30 de octubre de 1963) es un Gran Maestro Internacional de ajedrez brasileño. Alcanzó el número 38 del mundo en 2000, cuando alcanzó su calificación ELO máxima de 2644 puntos.

## Resultados destacados en competición
Fue seis veces ganador del Campeonato de Brasil de ajedrez en los años 1984, 1985, 1986, 1989, 1994 y 1995.
Participó representando a Brasil en once Olimpíadas de ajedrez en los años 1982 en Lucerna, 1984 en Salónica, 1986 en Dubái, 1988 en Salónica, 1990 en Novi Sad, 1992 en Manila, 1994 en Moscú, 2000 en Estambul, 2006 en Turín, 2010 en Janti-Mansisk y 2012 en Estambul.